# Tamara Smart
Tamara Valerie Smart (Londen, 14 juni 2005) is een Britse jeugdactrice. Ze maakte haar debuut in de jeugdserie The Worst Witch. Ook speelde ze een rol in de tweede opwekking-serie Are You Afraid of the Dark? en in de films Artemis Fowl en A Babysitter's Guide to Monster Hunting.
Smart werd geboren in de Londense wijk Barnet. Haar ouders zijn Fiona en Cornelius Smart. Ze heeft een oudere zus Justine. Smart volgde lessen bij de  Dance Crazy Studios en aan de Razzamataz Theatre School Barnet. Ze deed ook tal van fotoshoots voor de modebedrijven Marks & Spencer en New Look. In 2021 ontving Smart een Young Artist Award-nominatie in de categorie Best Performance in a TV Series - Supporting Teen Actress voor haar rol in The Worst Witch.